# Фуэфуки
Фуэфуки (яп. 笛吹市 Фуэфуки-си) — город в Японии, находящийся в префектуре Яманаси. Площадь города составляет 201,92 км², население — 69 310 человек (1 августа 2014), плотность населения — 343,25 чел./км².

## Географическое положение
Город расположен на острове Хонсю в префектуре Яманаси региона Тюбу. С ним граничат города Кофу, Яманаси, Оцуки, Косю и посёлок Фудзикавагутико.

## Население
Население города составляет 69 310 человек (1 августа 2014), а плотность — 343,25 чел./км². Изменение численности населения с 1980 по 2005 годы:
| 1980 | 55 950 чел. |  |
| 1985 | 58 466 чел. |  |
| 1990 | 62 322 чел. |  |
| 1995 | 66 839 чел. |  |
| 2000 | 71 025 чел. |  |
| 2005 | 71 711 чел. |  |

## Символика
Деревом города считается персик, цветком — роза, птицей — синяя мухоловка.